# Jan Augusta
Jan Augusta (1500, Praha – 13. ledna 1572, Mladá Boleslav) byl literárně činný kněz a biskup Jednoty bratrské.

## Život
Pocházel z rodiny pražského kloboučníka Augusty, který byl utrakvistického vyznání, a vyučil se otcovu řemeslu. Z rozčarování nad poměry v církvi podobojí se v době svého mládí během pobytu v Táboře, kam se dostal vandrem jako řemeslník, načas přidal k sektě tzv. mikulášenců, ačkoliv nadále zůstal ve spojení s utrakvistickými kněžími, od nichž přijímal svátosti. Na doporučení jednoho z nich se nakonec obrátil k Jednotě bratrské, do níž v roce 1524 vstoupil. Pobýval nejprve u Lukáše Pražského v Mladé Boleslavi a po určitý čas také v Turnově. V roce 1529 se stal jáhnem, r. 1531 byl v Brandýse nad Orlicí ordinován knězem a ustaven správcem sboru v Benátkách nad Jizerou. Již v roce 1532 byl zvolen do úzké rady a 1537 biskupem. Oba tyto úřady vykonával do roku 1548 jako správce sboru v Litomyšli, který převzal po svém předchůdci Vavřinci Krasonickém. V roce 1547 se stal po smrti Jana Roha prvním mezi bratrskými biskupy, tzv. biskupem-sudím.
V Litomyšli, odkud Augusta pečoval o bratrské sbory v celých východních Čechách, naplno rozvinul své představy o sbližování Jednoty s utrakvisty, jež se snažil přimět ke vzájemné spolupráci, a také s postupující evropskou reformací. Korespondoval si s Martinem Lutherem, do Wittenbergu vysílal k rozhovorům s reformačními teology bratrské kněze a ke studiu na tamní univerzitě budoucí bratrské duchovní. Později se mu tyto kontakty staly osudnými. Jeho motivací bylo vyvést Jednotu z pozice pronásledované sekty, postavené mimo zákon. V jeho době sílila angažovanost významnějších členů Jednoty ve společenském a politickém životě a rozrůstala se skupina bratrské šlechty, která na svých panstvích umožňovala zakládání nových sborů. Jen velmi pozvolna se však v Jednotě měnil vztah k vyššímu vzdělání a k přijímání nových trendů (reformační humanismus), které zcela ovládly protestantské školství v jiných částech Evropy.
Po porážce prvního protihabsburského povstání a po obnovení Svatojakubského mandátu krále Vladislava Jagellonského proti pikartům byl Augusta 25. dubna 1548 z rozkazu krále Ferdinanda I. litomyšlským královským hejtmanem Sebastianem von Schönaichem zatčen, uvězněn a na Pražském hradě podroben mučení. Hlavním důvodem tohoto postupu bylo obvinění ze spiknutí se saským kurfiřtem Janem Fridrichem I. proti českému králi. Toto podezření bylo založeno na Augustových kontaktech s wittenberským reformačním centrem, avšak ani během mučení se k žádné činnosti proti králi nepřiznal. Poté, co se odmítl zřeknout svého vyznání a přestoupit ke straně podobojí nebo pod jednou, byl na 16 let uvězněn na královském hradě Křivoklátě. Jeho tamní osudy literárně vylíčil Augustův spoluvězeň a bratrský kněz Jakub Bílek.
Zatímco v prvních měsících vězení žili Augusta s Bílkem v dosti nuzných podmínkách, později jim bylo uleveno a byli přemístěni do obyvatelnějších prostor. Vedení Jednoty dokázalo prostřednictvím osob z hradního personálu i přes občasné výpadky s Augustou udržovat kontakt a zásobovat jej písařskými potřebami a knihami. Za těchto podmínek Augusta mohl navázat i na svoji dřívější literární činnost a zajistit z křivoklátské internace vydání některých svých spisů tiskem. Zároveň vzniklo mezi ním a vedením Jednoty napětí, neboť Augusta nebyl ochoten bez své účasti povolit volbu a svěcení nových bratrských biskupů. K tomu nakonec v letech 1553 a 1557 i přes jeho odpor došlo. Na začátku 60. let 16. století bylo Augustovi nabídnuto propuštění výměnou za jeho přestup k církvi podobojí. Zatímco vedení Jednoty tuto možnost vyloučilo, Augusta po delší době váhání a hledání vhodných formulací deklarace, kterou by se přiznal k utrakvistům, přijal. Jednota jej v reakci na tento krok vyloučila ze svých řad, ale po jeho propuštění z internace v roce 1564 a po vzájemném vyjasnění stanovisek jej opět přijala a navrátila mu i biskupský úřad.
Augustovo další působení v Jednotě poznamenaly nové konflikty, které vyplývaly z řady nedorozumění s novou generací bratrských biskupů. Z dochovaných pramenů je také zřejmé, že Augusta jevil malou ochotu podřizovat se kolektivnímu rozhodování úzké rady a jednal samostatně. Rozpory se projevily například v postoji k jiným konfesním skupinám. Zatímco vedení Jednoty během doby Augustova věznění opustilo dřívější tendence ke spolupráci s utrakvisty a vědomě posilovalo svou identitu v konfrontaci s jinými nekatolickými proudy, zejména luterány, Augusta se nadále snažil orientaci na utrakvisty prosazovat. Napětí přerostlo v otevřený konflikt, při němž byl Augusta na počátku 70. let 16. století zbaven biskupského úřadu a tím i veškerého vlivu v Jednotě. Jeho přání spojit různé proudy české reformace byly částečně naplněny tři roky po jeho smrti politickými událostmi motivovaným sepsáním České konfese, na jejímž vzniku se podíleli utrakvisté inspirovaní evropskou reformací a s určitými výhradami i zástupci Jednoty bratrské.

## Dílo
Většina Augustových literárních děl vznikla během jeho působení v Litomyšli, kde byla některá z nich Alexandrem Oujezdeckým vytištěna. Augusta napsal řadu zejména obranných spisů, ale i vášnivých a často nevybíravých polemik.
- Rozmlouvanie jednoho muže učeného, čest a rozkoš světa viece nežli Boha milujícieho, druhého neučeného, ačkoli sedlského, však Boha a spasenie znajícího člověka (tisk 1532, podruhé ve 2. pol. 16. stol.). Spis byl zaměřen na čtenáře církve podobojí a je svědectvím o Augustově kladném vztahu k Lutherově reformaci. Ústřední téma představuje důkaz, že člověk může dojít jistoty spasení cestou pokání a víry.
- Kniežka tato bez titule jest o tomto: Jestli to pravda, by to člověk jistotně věděti mohl, že spasen bude (tisk 1534, podruhé 1535, potřetí v 80. letech 16. století). Spis je znám také pod názvem O jistotě spasení. Augusta se v něm obrací na (novo)utrakvistickou veřejnost, zejm. laiky, za účelem sblížení Jednoty s utrakvistickou církví. Věnuje se zde zvláště rozboru otázky jistoty spasení, vycházející z Lutherova učení, jež má být Jednotě i utrakvistům společná.
- Kázání o stavu manželském (1535, rkp.). Pojednání o záležitostech rodinného života vzniklo pod patrným vlivem Lutherových myšlenek. Od jiných bratrských projevů se liší tím, že nemluví jen o povinnostech v rodině, ale i o radosti, kterou křesťan smí a má mít ze své manželky a ze svých dětí.
- Pravidlo těch, jenž sbory Páně navštěvují a k nim dohlídají (1537, rkp.). Příručka pro bratrské biskupy k provádění vizitací ve sborech.
- O závazcích křesťanských zákona Kristova (tisk 1540 nedochován). Psaný na žádost mydláře Řehoře z Nového Města na Moravě, určený pro úzký kruh bratří a jejich přátel.
- Kázanie o ustavenie na biskupstvie svatého Matěje miesto Jidaše (tisk 1540). Kázání, přednesené 20. června 1540 v Mladé Boleslavi při ordinaci nových bratrských kněží. Augusta v něm obhajuje platnost bratrského kněžství: jeho apoštolská povaha není vázána na posloupnost vnějšího obřadu. Augusta líčí také volbu prvních kněží ve Lhotce u Rychnova nad Kněžnou v roce 1467.
- Ohlášenie a ozvánie Jana Augusty proti té knížce kněžské pod titulem kněze Petra, faráře v Zásadí u Litoměřic vydané (tisk 1541). Polemický spis proti utrakvistickému faráři Petrovi ze Zásadí.
- Zrcadlo kněžské Doktora Martina Luthera (tisk 1542). Překlad části spisu Martina Luthera Wider Hans Worst. Publikace tohoto spisu měla za následek vydání zatykače na Jana Augustu.
- Pře Jana Augusty a kněžstva kališného, od něho samého věrně a právě sepsaná, všem vuobec k soudu podaná (tisk 1543). Veřejná polemika s utrakvisty, rozdělená do šesti artikulů. Augusta hájí (také s použitím Lutherovy argumentace) bratrské kněžství.
- Svědectvie pobožné o urozené paní Justyně z Kunštátu, paní manželce urozeného pana, pana Bohuše Kostky z Postupic a na Litomyšli, učiněné v zboru litomyšlském (tisk 1544). Pohřební kázání nad ženou majitele litomyšlského panství.
- O vyobcování dvou osob hřiešných ze zboru litomyšlského stalém skrze Jana Augustu (tisk 1544).
- Umění práce díla Páně služebného, dary a milostmi od Krista Pána služebníkuom od něho poslaným, danými a svěřenými k vzdělání svatých v jednotu těla jeho v obnovení jich (1550, tisk 1560). Anonymní spis, jehož autorem je s největší pravděpodobností Augusta, jenž jej sepsal během svého křivoklátského věznění. Jde o příručku praktické teologie, zejména pastýřské péče, k níž dává zevrubný, s osobní vřelostí psaný návod. Svým osobním tónem a svěží životností příručka kontrastuje zejména s obsáhlými, místy až těžkopádnými „Zprávami kněžskými“ Lukáše Pražského.
- Registrum piesní bratřie sjednocený, obnovený u vieře apoštolské, k zpievání přes celý rok (1558, rkp.). Liturgická příručka, je soupisem písní, které se mají zpívat při bratrských nedělních a svátečních bohoslužbách.
- Mezi lety 1560‒1561 Augusta sepsal celou řadu menších teologických pojednání v souvislosti s nabídkou přestupu k církvi podobojí. Dochovaly se v rukopisné podobě ve sbírce Acta Unitatis Fratrum.
- Písně bratra Jana Augusty, kteréž dělal u vězení (1562, rkp.)
- Smysl a úmysl Kristuov jeho vlastní o svátosti večeře jeho (1562, rkp.). Tříbení Augustových teologických názorů na Večeři Páně v době, kdy probíhalo jednání o jeho přestupu k podobojím za účelem propuštění z křivoklátského vězení.
- Summovník (tisk ze začátku 70. let 16. století). Soubor kázání na celý rok na biblické texty vybrané k výkladu Apoštolského vyznání. Další z děl, které Augusta sepsal během křivoklátské internace. Tisk třetího dílu byl vedením Jednoty zastaven.
- V roce 1571 Augusta podal návrh reformy pražské konzistoře podobojí, v níž měla být zastoupena také Jednota bratrská. Dílo zůstalo v rukopise, který se zřejmě záhy ztratil.
- Augusta byl autorem velkého množství duchovních písní, překládal také písňové texty Martina Luthera. Byly otištěny již v Rohově kancionále z roku 1541, do Šamotulského kancionálu jich bylo přejato kolem sto padesáti. Dvě jeho písně v německém překladu jsou otištěny ve zpěvníku Michaela Weisseho. Mezi nejznámější Augustovy texty patří Vítej, Jezu Kriste, Aj, jak jsou milí tvoji příbytkové či Pane Ježíši Kriste.
- Dochovaly se také některé Augustovy dopisy, např. Martinu Bucerovi a Janu Kalvínovi ze 40. let 16. století, listy, jimiž povzbuzoval bratrské sbory i jednotlivce během pronásledování v roce 1547 a listy Janovi z Pernštejna, Jindřichovi z Plavna a Václavovi z Ludanic, jimiž se obhajoval před nařčením ze spiknutí proti českému králi. Dochovaly se též některé jeho dopisy psané z křivoklátského vězení.

Janu Augustovi jsou někdy připisována díla, u nichž se jeho autorství s různou mírou pravděpodobnosti pouze předpokládá. Některá jsou mu připsána zcela bezdůvodně, jako např. Rechenschafft des Glaubens, der dienst unnd Ceremonien der brüder in Behmen und Mehrern. Froschouer. (tisk Zurich 1532)